# انور نسیبه
انور نسیبه (عربی: أنور نسيبة)؛ (زاده: ۱۹۱۳ – درگذشته: ۱۹۸۶) سیاستمدار فلسطینی و یک عرب اصیل که از نسل صحابه پیامبر که بانویی بنام نسیبه بنت کعب می‌باشد. این بانو در غزوه احد از پیامبر دفاع کرد.
انور نسیبه دارای افکار آزادیخواهانه و مترقی بود. او معتقد بود که یهود که از نژاد سامی هستند با اعراب هم نژاد هستند و باید در سراسر جهان عرب، دارای حقوق مساوی با اعراب باشند. او بعد از ۱۹۴۷ مخالف اخراج یهود از کشورهای عربی بود.

## زندگی شخصی
او متولد شهر بیت‌المقدس بود. در دانشکده حقوق دانشگاه کمبریج تحصیل کرد. او در عین حال یک ورزشکار بود و تیم تنیس و اسب‌دوانی را سرپرستی می‌کرد. او نوازنده حرفه‌ای پیانو بود.

## شغل و منصب
او در منصب قاضی شهر ناصره خدمت کرد.
وی در سال ۱۹۴۵ طبق در خواست عبدالرحمان پاشا عزام به لندن منتقل شد و ریاست دفتر عربی را به عهده گرفت.
بعد از ۱۹۴۸ مجدداً به فلسطین بازگشت و به عنوان عضو شورای وزیران دولت فلسطین در غزه مشغول کار شد. بعد از ۱۹۴۸ سرپرست هیئت عربی برای برقراری آتش‌بس با دولت اسرائیل بود. آنگاه به شهر قدس بازگشت تا با دولت اردن همکاری کند. وی در اردن چندین پست و منصب داشت که شامل وزارت دفاع و وزیر کشور و آموزش و نیز عضو مجلس اعیان اردن بود. در ۱۹۶۱ به عنوان حاکم قدس معرفی شد اما توسط ملک حسین از این منصب برکنار شد این عمل به برخی از اعتراضات در شهر قدس راه برد.
در ۱۹۶۴ به عنوان سفیر اردن در دادگاه سانت جمس عازم لندن شد. وی بار دیگر به قدس برگشت که مصادف بود با جنگ اعراب و اسرائیل سال ۱۹۶۷.
وی با کنفرانس سران عرب در رباط سال ۱۹۷۴ مخالفت کرد.
آخرین منصب وی ریاست شرکت برق قدس شرقی بود.

## پست‌ها
- مسئولیت اراضی قدس سال ۱۹۳۶
- قاضی صلح در شهر ناصره و یافا
- رئیس دفتر اعراب در لندن ۱۹۴۵
- دبیر کمیته ملی دفاع از قدس ۱۹۴۷–۱۹۴۸
- نماینده فلسطین در مجلس امت اردن سال ۱۹۵۰
- سال ۱۹۵۲ به عنوان وزیر دفاع و وزیر توسعه و عمران و سپس وزیر کشور اردن
- سال ۱۹۶۱ استاندار قدس
- سال ۱۹۶۳ عضو مجلس اعیان اردن.
- سال ۱۹۶۵ تا۱۹۶۷ سفیر اردن در انگلستان بود.
- سال ۱۹۶۷ تا ۱۹۷۹ مشاور قانونی اونروا
- سال ۱۹۷۹ تا ۱۹۸۶ رئیس اجرائی شرکت برق قدس شرقی[۲]

## در گذشت
در۲۲ نوامبر۱۹۸۶ در خانه‌اش در قدس در سن ۷۴ سالگی وفات یافت و در مدخل قدس شریف به خاک سپرده شد. در تشییع پیکر او هزاران نفر شرکت کردند.